# Abergement-le-Grand
Abergement-le-Grand ist eine französische Gemeinde in der Region Bourgogne-Franche-Comté, im Département Jura. Sie gehört zum Arrondissement Dole und zum Kanton Arbois. Der Ort hat 61 Einwohner (Stand 1. Januar 2022).

## Geographie

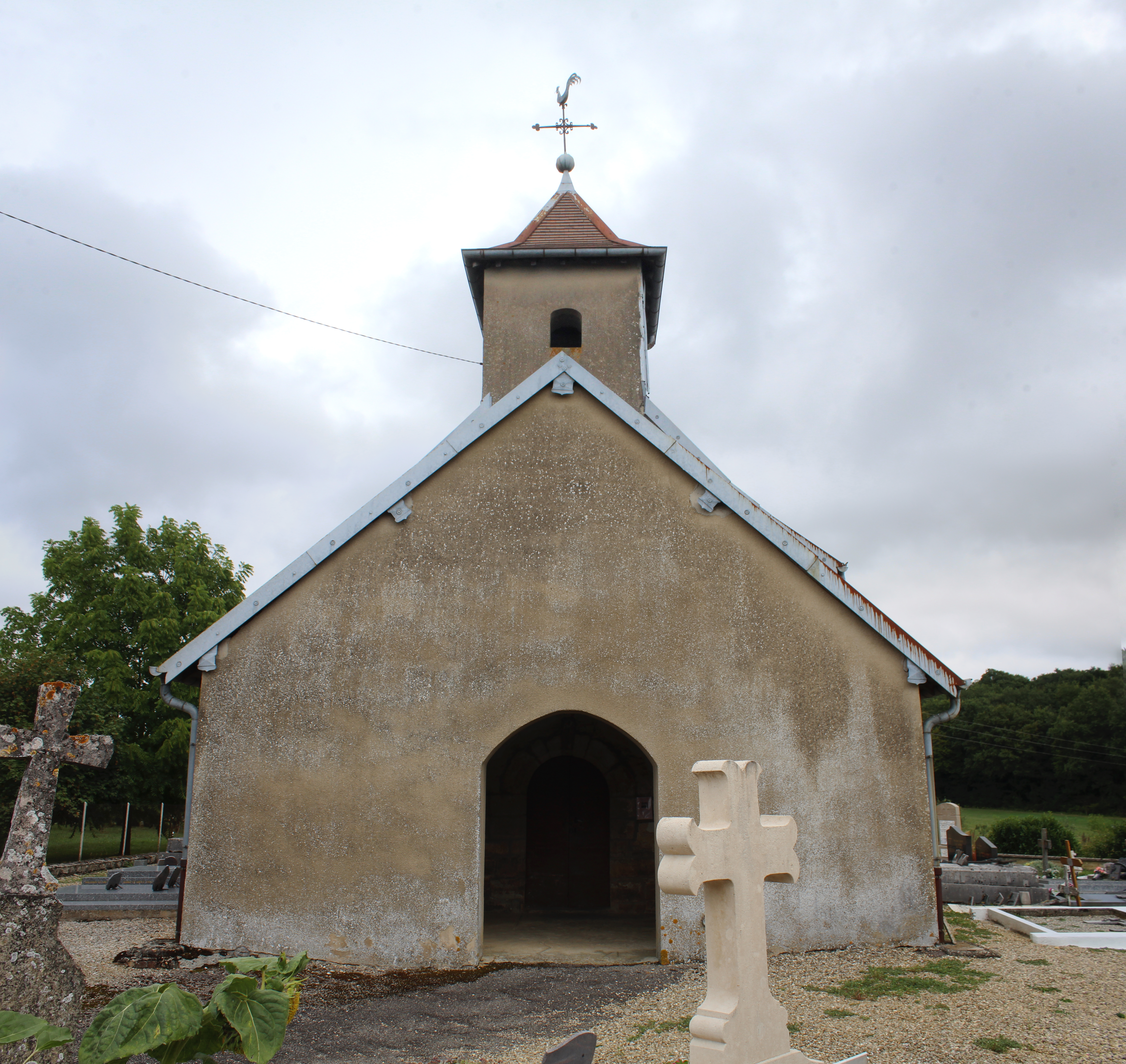
Kirche Saint-Étienne

Die Gemeinde liegt rund 25 Kilometer südöstlich von Dole. Sie grenzt im Norden an Mathenay, im Nordosten an Vadans, im Südosten an Abergement-le-Petit, im Süden an Grozon, im Südwesten an Montholier und im Westen an Aumont.
Abergement-le-Grand ist Teil des Weinanbaugebietes Jura und berechtigt zur AOC Arbois.
An der südöstlichen Gemeindegrenze verläuft das Flüsslein Grozonne, das schließlich in den Fluss Orain mündet.

## Bevölkerungsentwicklung
| Jahr                       | 1968 | 1975 | 1982 | 1990 | 1999 | 2006 | 2017 |
| Einwohner                  | 69   | 56   | 53   | 42   | 41   | 57   | 58   |
| Quellen: Cassini und INSEE |      |      |      |      |      |      |      |